# Kim Syster
Kim Syster ist eine südafrikanische Schauspielerin, ein Model und Tänzerin.

## Leben
Ihr Filmschauspieldebüt gab Syster 2013 in Death Race: Inferno. Danach erhielt sie unter anderem wiederkehrende Rollen in den Fernsehserien Cape Town und Sterlopers. 2018 stellte sie im Tierhorrorfilm Deep Blue Sea 2 die Rolle der Leslie Kim dar. Ab demselben Jahr wirkte sie bis einschließlich 2022 in der Fernsehserie Spoorloos als Sonja Landman mit. Wiederkehrende Serienrollen erhielt sie 2021 in Skemerdans als Chanel Adonis und 2022 in Dinge van 'n Kind als Janine. 2022 spielte sie außerdem in den Filmproduktionen Avokado und Darby and the Dead mit. 2023 verkörperte sie in 86 Episoden der Fernsehserie Arendsvlei die Rolle der Rachel Saaiman und war im Fernsehfilm Klip Anker Baai als Alex Donnay zu sehen.
Sie war Tänzerin der Rugby-Mannschaft Stormers aus Kapstadt.

## Filmografie (Auswahl)
- 2013: Death Race: Inferno (Death Race 3: Inferno)
- 2015: The Gamechangers (Fernsehfilm)
- 2015: Suidooster (Fernsehserie, Episode 3x119)
- 2015–2016: Cape Town (Fernsehserie, 5 Episoden)
- 2016: Sonskyn Beperk
- 2016: Fluiters (Fernsehserie)
- 2016: Sterlopers (Fernsehserie, 24 Episoden)
- 2017: Zero Defined (Nul is nie niks nie)
- 2018: Deep Blue Sea 2
- 2018–2022: Spoorloos (Fernsehserie)
- 2021: Die Sentrum (Fernsehserie)
- 2021: Skemerdans (Fernsehserie, 13 Episoden)
- 2022: Avokado (Fernsehfilm)
- 2022: Dinge van 'n Kind (Miniserie, 10 Episoden)
- 2022: Darby and the Dead
- 2023: Arendsvlei (Fernsehserie, 86 Episoden)
- 2023: Klip Anker Baai (Fernsehfilm)
- 2024: Frankie & Felipé